# Zentrales Hochland von Sri Lanka
Das Zentrale Hochland von Sri Lanka ist eine UNESCO-Welterbestätte im südlichen Zentrum Sri Lankas und umfasst drei einzelne Regionen. Das bergige, überwiegend sanft gewellte Hochplateau liegt auf einer Höhe von bis zu 2500 m. Seine Wälder, darunter große Bergregenwälder und submontane Nebelwälder, sind von globaler Bedeutung und beherbergen eine außerordentlich artenreiche Flora und Fauna, unter ihnen zahlreiche endemische sowie einige gefährdete Arten. Die Region gilt als Super-Biodiversitäts-Hotspot. Im Zentralen Hochland haben viele Hauptflüsse Sri Lankas ihren Ursprung, es gilt als wichtiger natürlicher Wasserspeicher.

## Schutzgebiete
Das Zentrale Hochland umfasst drei Schutzgebiete:
- das Peak Wilderness Sanctuary
- den Horton-Plains-Nationalpark
- den Knuckles Conservation Forest.

Das 238 km² große Peak Wilderness Sanctuary (ursprünglich Peak Wilderness Protected Area) wurde 1940 als Schutzgebiet ausgewiesen. Es liegt im Südwesten des Zentralen Hochlands auf einer Höhe von 700 bis 2243 m und ist von einer 375 km² großen Pufferzone umgeben. Der höchste und zugleich bekannteste Berg in diesem Schutzgebiet ist der 2243 m hohe Adam’s Peak, der jährlich von etwa 2 Mio. Pilgern besucht wird.
Der nur 31,6 km² große Horton-Plains-Nationalpark befindet sich am südlichen Rand des Plateaus auf einer Höhe von 1800 bis über 2300 m. Seine höchsten Erhebungen sind der Kirigalpotta (2388 m) und der Thotupola Kanda (2357 m), der zweit- bzw. dritthöchste Berg Sri Lankas. Die Horton Plains wurden bereits 1969 zum Schutzgebiet erklärt und 1988 in einen Nationalpark umgewandelt. Sie gelten als eine wichtige Wasserscheide Sri Lankas.
Der Knuckles Conservation Forest umfasst eine Fläche von 313 km² und ist Teil der isoliert liegenden, stark zerklüfteten Knuckles Mountain Range, einer durchschnittlich 1500 m hohen Bergkette im Nordosten des Zentralen Hochlands. Das Schutzgebiet wurde im Jahr 2000 zum Conversation Forest erklärt. Seine Flora und Fauna, darunter 1033 Pflanzenarten, von denen 15 % endemisch sind, und 247 Wirbeltierarten, von denen über ein Viertel endemisch und gefährdet sind, unterscheidet sich deutlich von der der Bergwälder in den anderen Schutzgebieten des Zentralen Hochlandes. Er ist von einer 350 km² großen Pufferzone umgeben.

## Flora und Fauna

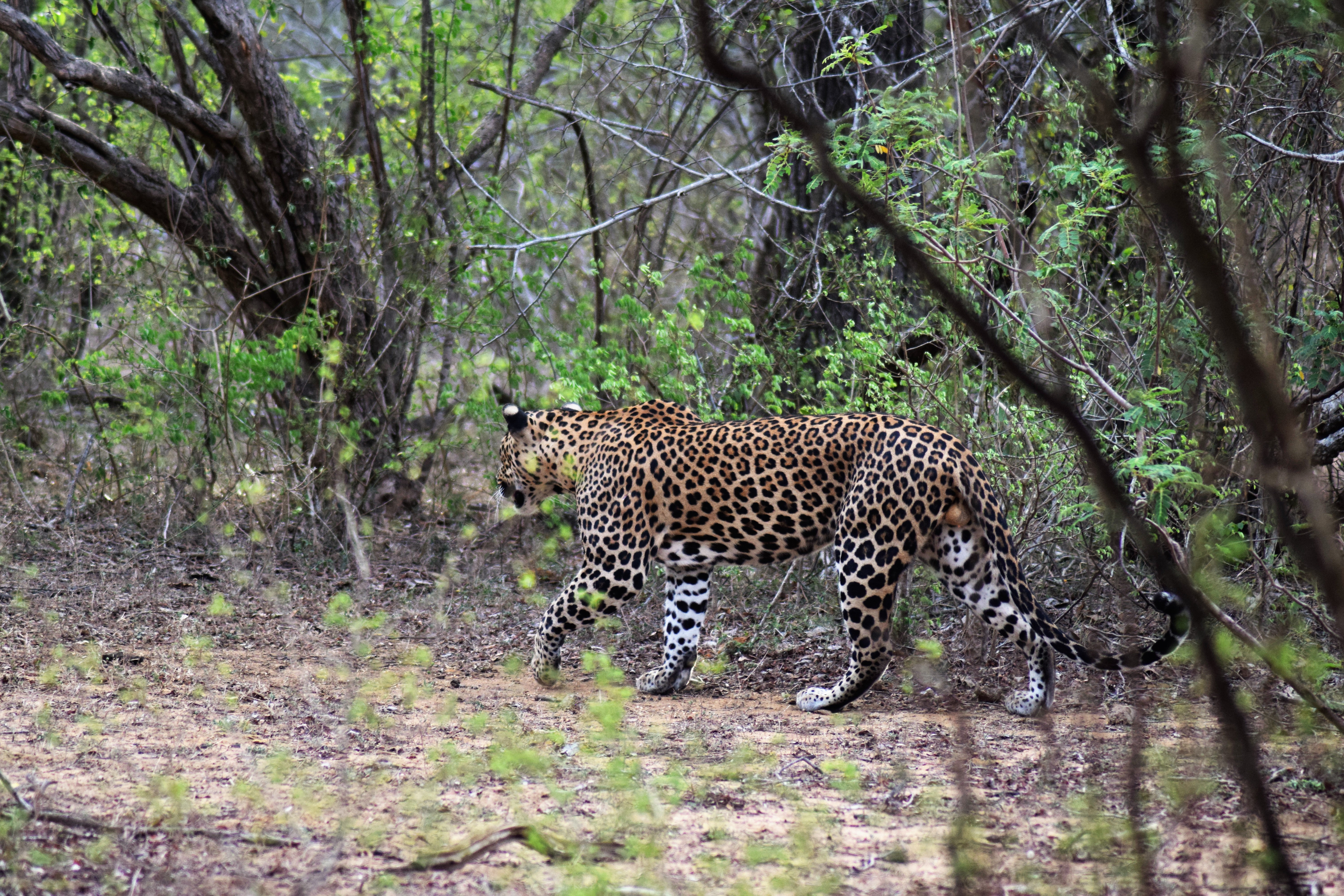
Sri-Lanka-Leopard

Das Zentrale Hochland prägen Wälder und das sie umgebende Grasland. Hier wachsen die größten und unberührtesten submontanen und montanen Regenwälder Sri Lankas.
Es ist der Lebensraum einer außergewöhnlich großen Zahl von Pflanzen- und Tierarten. Darunter befinden sich zahlreiche endemische Arten, so mehr als 50 % der endemischen Wirbeltiere Sri Lankas, die Hälfte seiner endemischen Blühpflanzen und über ein Drittel seiner endemischen Bäume, Sträucher und Kräuterpflanzen.
In den Schutzgebieten leben fünf rein endemische und acht fast endemische Säugetierarten, darunter der Sambar, der Weißbartlangur (Semnopithecus vetulus nestor), der Schlanklori und der Sri-Lanka-Leopard, sowie fünf rein endemische und 20 fast endemische Vogelarten. Der Weißbartlangur, der Schanklori und der Sri-Lanka-Leopard, der der einzige sri-lankische Vertreter der Gattung Eigentliche Großkatzen ist und in allen drei Schutzgebieten vorkommt, zählen zu den gefährdeten Arten. Im Peak Wilderness Sanctuary leben kleine Elefantenherden, die überlebt haben, nachdem die ursprüngliche Elefantenpopulation durch Jagd stark dezimiert wurde.